# Lactobacillus mali
Lactobacillus mali è una specie di batterio appartenente alla famiglia delle Lactobacillaceae.